# Verelendungswachstum
Mit dem Begriff Verelendungswachstum wird die Überkompensation wohlstandssteigernder Wachstumseffekte durch wohlstandsmindernde Terms-of-Trade-Effekte bezeichnet. Die Terms of Trade dienen hier als Indikator für den ökonomischen Wohlstand eines Landes.
Unter Verelendungswachstum versteht man, dass trotz Wirtschaftswachstum und technischem Fortschritt das Wohlstandsniveau des Landes sinkt. Es ist ein Begriff der Außenwirtschaft und wird vor allem im Zusammenhang mit Entwicklungsländern verwendet.
Die Tatsache, dass Wachstum eine Wirtschaft verelenden kann, ist ein Paradoxon, welches erstmals in der Nachkriegsdiskussion um die Dollarknappheit durch John Richard Hicks im Jahre 1953 erwähnt wurde.
Seitdem haben viele Ökonomen eine Analyse der Effekte von Wachstum auf die Terms of Trade von Entwicklungsländern versucht, dennoch wird das Verelendungswachstum eher als eine Theorie als ein reales Weltproblem angesehen.

## Definition
Das Wort Verelendungswachstum setzt sich aus den Begriffen „Verelendung“ und „Wachstum“ zusammen. Verelendung kann in diesem Zusammenhang als ein sozialer Wohlfahrtsverlust. wie z. B. das Sinken des Realeinkommens oder Arbeitsplatzverlust verstanden werden. Der Begriff Wachstum steht hier für die Exportspezialisierung und Exportausweitung in den betroffenen Ländern. Für die betroffenen Länder meint dies, dass sie sich bei Exporten vor allem auf ein Produkt beschränken und dieses in großen Mengen herstellen.
Man spricht auch von Verelendungswachstum, wenn ein Land die Produktionskapazitäten eines Exportgutes erweitert, gleichzeitig aber auch die Preise für Importgüter ansteigen. Das Land produziert zwar mehr, verelendet jedoch dadurch, dass die Importgüterpreise stärker ansteigen als der Gewinn, der durch den zusätzlichen Export erzielt wird.

## Theoretischer Ansatz nach Bhagwati
Jagdish Bhagwati wies die Bedingungen für das Verelendungswachstum im Jahr 1958 in seinem Artikel „Immiserizing Growth: A Geometrical Note“ anhand eines 2-Länder-2-Güter Modells nach. Er verdeutlichte, dass dieses Phänomen auch in einem stabilen Marktumfeld auftreten kann.
Für dieses Wachstum sind laut Bhagwati zwei extreme Voraussetzungen notwendig. Zum einen muss das Wachstum sehr stark exportlastig sein, zum anderen muss dieses Wachstum mit relativ unelastischen Angebots- und Nachfragefunktionen einhergehen. Das bedeutet, dass das Angebot bzw. die Nachfrage trotz steigender Preise relativ gleichbleibend sind, was vor allem bei Grundnahrungsmitteln oder Kraftstoffen der Fall ist.
Das Verelendungswachstum findet größtenteils in Entwicklungsländern statt, da diese hauptsächlich Anbieter von Primärgütern und wirtschaftlich auf den Export dieser Güter angewiesen sind.
Unter den Bedingungen, dass das Preisverhältnis auf dem Weltmarkt nicht konstant bleibt und die Einkommenselastizität für landwirtschaftliche Produkte der Abnehmerländer relativ gering ist, kommt es trotz Ausweitung der Produktion (Spezialisierung auf Export) zu fallenden Exportgüterpreisen in den Entwicklungsländern. Gleichzeitig steigt die Nachfrage in den Industrieländern nach den eigenen Exportgütern in der Regel stärker als die Nachfrage für Primärgüter. Dadurch kommt es häufiger zu einem Ansteigen als zum Absinken der Importgüterpreise in den Entwicklungsländern.
Diese beiden Faktoren, das Steigen der Importpreise und das Fallen der Exportpreise, führen gemeinsam zur Verschlechterung der Terms of Trade in den Entwicklungsländern.
Diese Entwicklung hat oft eine Produktionsumschichtung zur Folge. Der Export wird reduziert und die eigentlich zu importierenden Produkte werden vermehrt selbst produziert. Abschließend ist die Wohlfahrt unter das Niveau gesunken, welches vor der Exportausweitung realisiert wurde. Der Wirtschaft und der Bevölkerung geht es also schlechter als vorher. Dies ist der Fall, da die Rate des Rückgangs der Terms of Trade größer ist, als die Wachstumsrate des Bruttoinlandsproduktes. Somit reicht das inländische Wachstum nicht mehr aus, um die vorherige Importmenge aufrechtzuerhalten, da für jedes weitere importierte Gut der Export zunehmen müsste.
Dieses Modell beschreibt eine Transferleistung, welche Marktinstabilität voraussetzt.

## Ursachen und Folgen
Sinken die Produktionskosten, beispielsweise durch technischen Fortschritt, kann das Land seine Kapazitäten und somit die Angebotsmenge ausweiten. Auf Grund der unelastischen Nachfrage steigt die Nachfrage unterproportional zur Preissenkung. Das größere Angebot kann die gesunkenen Preise nicht kompensieren und somit verringern sich die Exporterlöse. Geringere Exporterlöse bedeuten in diesem Fall, dass das Land auch weniger Devisen zur Verfügung hat, um den Verpflichtungen aus Leistungen aus dem Ausland nachzukommen, also um die benötigten Importgüter zu bezahlen. Die Neukreditaufnahme muss erhöht werden, um diesen Verpflichtungen nachzukommen. Das Land arbeitet mit immer mehr Fremdkapital, muss Zinsen bedienen und hat dadurch weniger Eigenkapital. Diese Entwicklungen wirken sich negativ auf die Einkommen und die Beschäftigung im zu betrachtenden Land aus, das Land verelendet.
Ähnliche Ansätze finden sich in der Prebisch-Singer-These. Sinken im Zuge des Preisverfalls der Exportgüter nicht auch gleichzeitig die Importgüterpreise, kommt es zu einer Verschlechterung der Terms-of-Trade-Rate, das Land erleidet mehr Verluste als Gewinne trotz gesteigerter Produktion.
Eine zweite Ursache des Verelendungswachstums ist die Spezialisierung auf ein oder nur wenige Exportgüter. Missernten oder zu Neige gehende Rohstoffvorräte verringern die Angebotsmenge auf dem Weltmarkt, was zu einer Preissteigerung der Exportgüter führt. Parallel dazu sinkt die Nachfrage auf Grund der nun teureren Primärgüter. Weniger Produkte können abgesetzt werden und die Exporterlöse sinken, was ebenfalls wieder zu niedrigeren Löhnen und einem Beschäftigungsrückgang führt.
Weiterhin begünstigt eine weltweite Freihandelspolitik, also der Handel ohne Zölle und Importkontingente, die oben beschriebenen Entwicklungen. Durch fehlende Zölle auf Importgüter kann einem globalen Preisverfall bei steigender Angebotsmenge nicht entgegengesteuert werden.

## Beispiel
Anfang der 1990er Jahre begann die Weltbank die Kaffeeproduktion in Vietnam, vor allem in der Provinz Dak Lak, durch finanzielle Unterstützung drastisch zu fördern.
Diese Förderung führte zu einer Ausdehnung der Anbauflächen von 155.000 Hektar im Jahre 1995 auf 550.000 Hektar im Jahre 2001 und ließ die Kaffeeexporte des Landes von 4 Millionen Sack auf 14 Millionen Sack steigen. Somit war Vietnam binnen weniger Jahre zum zweitgrößten Kaffeeexporteur der Welt geworden und konnte durch die finanzielle Unterstützung und die niedrigen Löhne den Weltmarkt mit Billigkaffee überschwemmen.

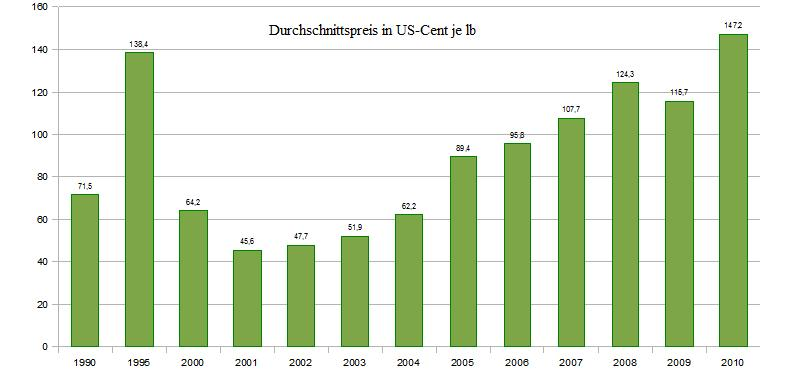
Entwicklung des Kaffeepreises

Dies führte zu einem Überangebot auf dem Weltmarkt und verursachte einen internationalen Preisverfall für Kaffee, wodurch die weltweite Kaffeekrise in den Jahren 2000/2001 ausgelöst wurde. Da lediglich 4 % der Kaffee-Ernte in Vietnam selbst verbraucht werden, kam es zu einem extrem exportlastigen Wachstum im Inland. Hinzu kamen die begrenzten Weiterverarbeitungsmöglichkeiten, wodurch hauptsächlich Rohkaffee exportiert wurde, für welchen die Bäuerinnen und Bauern weltweit durchschnittlich 6,5 % des Endverbraucherpreises erhalten haben.
Damit konnten jedoch die Kosten des Anbaus nicht mehr gedeckt werden und die Bevölkerung wurde immer ärmer. Dieses Wachstum verursachte eine so starke Senkung der Terms of Trade, dass es Vietnam nach der Exportausweitung schlechter ging als zuvor. Dieser Prozess wird als Verelendungswachstum bezeichnet.
Nur schleppend erholen sich Vietnam, aber auch die übrigen Kaffeeproduzenten, von der Kaffeekrise. Die Folgen äußern sich nicht nur in extremer Armut und Arbeitslosigkeit, sondern auch in der Zerstörung des ökologischen Gleichgewichts. Zur Wiederherstellung des Marktgleichgewichts wurde unter anderem die Anbauflächen diversifiziert und im Jahre 2004 90.000 Hektar minderwertiger Kaffeeanbauflächen zum Anbau von Pfeffer, Kakao und Cashewnüssen genutzt.

## Kritik
In der Fachliteratur ist die Relevanz des Verelendungswachstums in der Realität hoch umstritten. Es ist ein sehr isoliertes Modell, das zu viele Unterschiede in den wirtschaftlichen Rahmenbedingungen außer Acht lässt.
So haben sowohl der Organisationsgrad der Gewerkschaften als auch die Monopolbildung innerhalb eines Staates beträchtliche Auswirkungen auf die Terms-of-Trade. Ist ein Land zum Beispiel weniger gewerkschaftlich organisiert, kann ein immenser Lohndruck entstehen, was wiederum eine Verschlechterung der Einkommenssituation zusätzlich beschleunigt. In einem anderen Land mit vergleichbarer Situation könnte durch eine gewerkschaftliche Unterstützung eine stabilere Lohn- und Einkommenssituation unterstützt werden.
Auch die Spar- bzw. Konsumquote eines Landes hat Einfluss darauf, wie hoch etwa die Bedürfnisse der verschiedenen Güter ausfallen und somit die Verschlechterung der Terms-Of-Trade begünstigen.
Ein weiterer Kritikpunkt an diesem Modell ist die empirische Belegbarkeit.
So konnte die These von langfristig sinkenden Preisen teilweise widerlegt werden. Der Preisverfall von Primärgütern im Vergleich zu Industriegütern trifft also nicht auf alle Güter zu. Bei Holz, Tabak und Zinn konnte langfristig sogar eine Preissteigerung beobachtet werden, wogegen bei Kaffee, Kakao, Kupfer und Zink kein langfristiger Preistrend nachgewiesen werden konnte.